# ヨハン・アンドレ
ヨハン・アンドレ（Johann André, 1741年3月28日 - 1799年6月18日）は、ドイツの作曲家、音楽出版者。

## 生涯
アンドレはオッフェンバッハ・アム・マインに生まれた。ユグノーの一家の家長であった彼は、オッフェンバッハで書店から独立して初めてとなる音楽出版会社を立ち上げた。オッフェンバッハでの親しい友人には当時アンナ・エリーザベト・シェーネマンと婚約していたヨハン・ヴォルフガング・フォン・ゲーテがおり、1775年の同市を舞台としたゲーテの自叙伝『詩と真実』の第17巻にはアンドレに関する記述が見られる。
1777年にベルリンのドイツ劇場音楽監督に任用され、30曲ほどのオペラ、バラード、歌曲を作曲している。1784年に出版社の事業を立て直すためにオッフェンバッハへと帰郷する。アンドレ不在の会社の運営は思わしくなく、劇場の音楽監督よりも事業の方が有利であるとの考えによるものだった。出版社はヨーロッパ随一の会社へと成長することになる。アンドレは発作により1799年6月18日にオッフェンバッハ・アム・マインでこの世を去っている。彼の存命中、出版者は1300の作品に彼の名を冠して世に出している。
息子のヨハン・アントン・アンドレは父を追って作曲と音楽理論の道に進んだ。ヨハン・アントンは1799年に音楽出版事業を引き継ぐと、ウィーンでモーツァルト未亡人のコンスタンツェから音楽関連の遺品を手に入れる。コンスタンツェは『ドン・ジョヴァンニ』序曲の終結部を作曲するよう依頼し、これによって演奏会での演奏が可能になった。アンドレは音楽出版業を発展させ、音符の印刷法としてリトグラフを導入した。
「Musikhaus André」と「Musikverlag Johann André」は広範な音楽資料を有し、今日なおオッフェンバッハの中心に位置している。

## 作品
- Der Töpfer （ハーナウ、1773年）
- Erwin und Elmire （フランクフルト、1775年）
- Der alte Freyer （フランクフルト、1775年）
- Herzog Michael oder Die Nachtigall （ベルリン、1775年）
- Der Barbier von Sevilien oder Die unnütze Vorsicht （ベルリン、1776年）
- Die Bezauberten oder Peter und Hannchen （ベルリン、1777年）
- Der Fürst im höchsten Glanze （ベルリン、1777年）
- Die Schadenfreude （ベルリン、1778年）
- Der Alchymist oder Der Liebesteufel （ベルリン、1778年）
- Laura Rosetti （ベルリン、1778年）
- Die Grazien （ベルリン、1778年）
- Azakia （ベルリン、1778年）
- Claudine von Villa Bella （ベルリン、1778年）
- Das tartarische Gesetz （ベルリン、1779年）
- Alter schützt vor Thorheit nicht （マンハイム、1779年）
- Die Friedensfeyer oder Die unvermuthete Wiederkunft （ベルリン、1779年）
- Friedrichs glorreichster Sieg （ベルリン、1779年）
- Kurze Thorheit ist die beste （ベルリン、1780年）
- Das wüthende Heer oder Das Mädchen im Thurme （ベルリン、1780年）
- Heinrich der Erhabene aus dem Stamme der Brennen （ベルリン、1780年）
- Der Zauberspiegel （ベルリン、1781年）
- Belmont und Constanze oder Die Entführung aus dem Serail （ベルリン、1781年）
- Mehr als Großmuth （ベルリン、1781年）
- Elmine （ベルリン、1782年）
- Eins wird doch helfen oder Die Werbung aus Liebe （ベルリン、1782年）
- Der Liebhaber als Automat oder Die redende Maschine （ベルリン、1782年）
- Der Barbier von Bagdad （ベルリン、1783年）
- Der Bräutigam in der Klemme （フランクフルト、1796年）